# Uiterwaarden Zwarte Water en Vecht
Uiterwaarden Zwarte Water en Vecht is een Natura 2000-gebied (gebiedsnummer 36) in de Nederlandse provincie Overijssel met de classificatie 'rivierengebied'. Het beschermde gebied heeft een oppervlakte van 15,04 km².
Uiterwaarden Zwarte Water en Vecht omvat het geheel aan uiterwaarden ten noorden van Zwolle waar de Overijsselse Vecht samenstroomt met het Zwarte Water. 